# Mirhorod

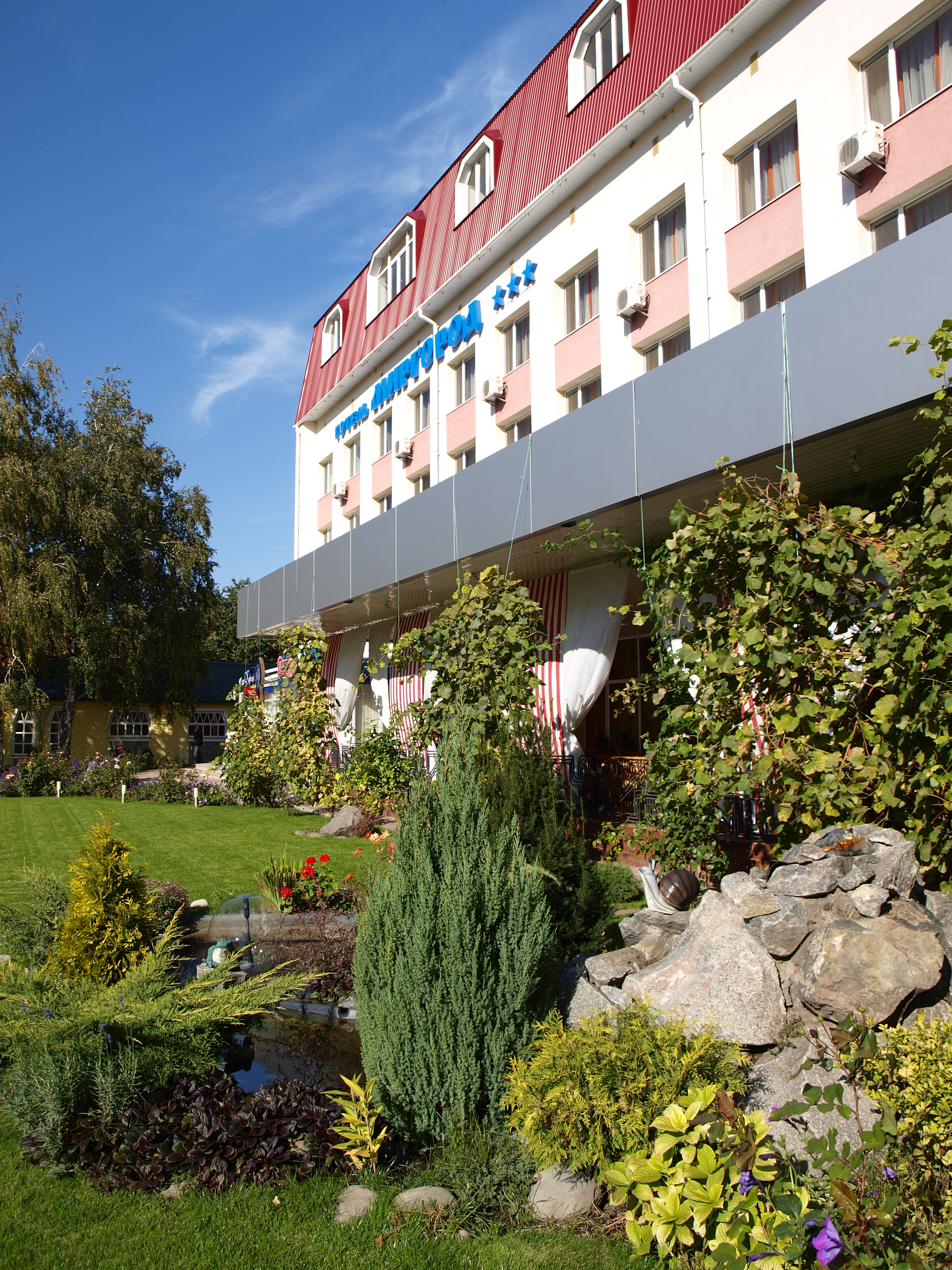
Hotel „Myrhorod”

Mirhorod (ukr. Миргород, Myrhorod) – miasto w obwodzie połtawskim na Ukrainie, centrum administracyjne rejonu mirhorodzkiego. 
W mieście rozwinął się przemysł metalowy oraz spożywczy.

## Historia
Miejscowość powstała na przełomie XII i XIII wieku, jako strażnica na wschodnich granicach Rusi Kijowskiej. Mirhorod był miastem królewskim Rzeczypospolitej Obojga Narodów. W 1658 miasto zdobyli Kozacy dowodzeni przez hetmana Wyhowskiego. W czasie Hetmanatu XVII-XVIII w. był miastem pułkowym. Od 1802 Mirhorod wchodził w skład guberni połtawskiej.
Pod koniec XIX wieku Mirhorod liczył 7152 mieszkańców, a w mieście zanotowano 4 cerkwie, szkołę powiatową i elementarną, więzienia, stację pocztową, 36 sklepów i 4 jarmarki.
W 1917 został otwarty szpital wodny, z czego zaczęła się historia produkcji miejscowej wody mineralnej.
W 1919 roku zaczęli wydawać gazetę.
W 1989 liczyła 46 663 mieszkańców.
W 2013 liczyła 41 109 mieszkańców.
Podczas inwazji Rosji na Ukrainę, 24 sierpnia 2022 wskutek ostrzału rakietowego miejscowe lotnisko wojskowe wraz ze sprzętem (831. Brygada Lotnictwa Taktycznego Sił Zbrojnych Ukrainy) doznało poważnych zniszczeń.

## Współpraca
- Gorna Orjachowica, Bułgaria
- Barby, Niemcy
- Maardu, Estonia
- Zgorzelec, Polska
- Rzeczyca, Białoruś